# Skye Records
Skye Records a été formé fin 1968 par le vibraphoniste Cal Tjader, le guitariste Gábor Szabó et le compositeur Gary McFarland. La Skye Recording Co. Ltd - son nom officiel - était basée à New York (même si Szabó and Tjader maintenaient leurs activités artistiques sur la côte Ouest des USA). Elle était dirigée par Norman Schwartz, qui représentait les trois artistes à cette époque.

## Ligne artistique et succès
Skye autorise ses principaux artistes à enregistrer et à publier la musique de leur propre choix. Elle signe et produit des artistes qui partagent des idées artistiques similaires. Sur ce point dans les carrières de Tjader, Szabo et McFarland, chacun a essayé d'interpréter et d'adapter des éléments musicaux populaire au style Jazz. Les enregistrements de Szabo ont rencontré le plus grand succès : financier et critique. Mais ce ne fut pas suffisant pour soutenir le label.
Skye Records est à la base un label d'acid jazz et de jazz expérimental. Mais certains artistes offriront des albums concepts dans la grande tradition du début des années 1970 avec de la Pop, du Soft-Rock et des concepts orchestraux ambitieux.
Le label obtient un inattendu succès dans le Top 40 hit de 1970 avec Watch What Happens, chanté par Lena Horne et Gábor Szabó.

## Fin de l'éphémère label et bilan discographique
En 1970, Skye est forcé et contraint de cesser ses activités absorbée par Buddah Records.
Le Label Skye Records a produit 21 Albums Studio Long Playing (LP 33) et 27 disques Singles (45) issus des albums.
Les trois artistes ne travailleront plus ensemble par la suite. 
- Gary Mc Farland meurt en 1971 alors qu'il voulait continuer avec Buddah Records.
- Tjader (décédé en 1982) retournera chez Fantasy Records avec qui, il signera en 1971, puis ses disques sortiront sur Galaxy Records (une émanation de Fantasy Records vers 1975).
- Gábor Szabó (décédé en 1982) lui, va signer sur un autre label CTI Records, le label fondé par Creed Taylor, l'ancien producteur de Cal Tjader[1].
- Norman Schwartz (décédé en 1995) formera son propre et éphémère label Gryphon, qui sera centré sur la production discographique de Phil Woods et Michel Legrand.

## Les artistes Skye Records
- Cal Tjader
- Gary McFarland
- Gábor Szabó
- Grady Tate
- Armando Peraza
- Wendy & Bonnie
- Bob Freedman
- Ruth Brown
- Chuck Rainey
- Lena Horne
- Airto Moreira
- Roger Shriver

## Années actives
- De 1968 à 1970 (dernières Sorties en 1971 & 1972 sur Buddah Records).

## La réédition du catalogue et les droits
Schwartz, qui meurt en 1995, commença à vendre les droits sous licence de Skye Recordings à DCC Jazz pour la génération CD. 
DCC Jazz continuera à suivre au catalogue pendant une courte période les Cd "Skye Recordings". Mais des problèmes légaux vont vite apparaitre avec les enregistrements additionnels (=mastered / remastered) et les ayants droit des enregistrements de Skye Recordings. Le pressage de CD de DCC Jazz étant maintenant épuisé, et à cause de ces litiges juridiques, le catalogue Skye Records est redevenu indisponible aux USA.

## Catalogue discographique paru sous ce label
On trouve aussi trace d'une compilation de Cal Tjader - Fried Bananas ou Fried Bananas : Gorgeous Bossanova & Latin Rhythms of the Brilliant Vibist avec des enregistrements de 1968/1969 et qui serait sorti à l'époque en LP (source : Rate Your Music.Com), mais personne n'a laissé de références précises (Skye ou Buddah?).

### 1968: LP 33
- Skye SK-1 : Cal Tjader - Solar Heat
- Skye SK-2 : Gary McFarland & Co. - Does The Sun Really Shine On The Moon
- Skye SK-3 : Gábor Szabó - Bacchanal
- Skye Discovery Series SK-4D : Grady Tate - Windmills Of My Mind
- Skye Discovery Series SK-5D : Armando Peraza - Wild Thing

### 1969:  LP 33
- Skye SK-6 : Cal Tjader - Cal Tjader Sounds Out Burt Bachrach
- Skye SK-7 : Gábor Szabó - Dreams
- Skye SK-8 : Gary McFarland & Co. - America The Beautiful
- Skye Discovery Series SK-1006D : Wendy & Bonnie - Genesis
- Skye SK-9 : Gábor Szabó - Gábor Szabó 1969
- Skye SK-10 : Cal Tjader - Cal Tjader Plugs In
- Skye Discovery Series SK-1007D : Grady Tate - Feeling Life
- Skye Discovery Series SK-1008D : Chuck Rainey - The Chuck Rainey Coalition
- Skye SK-11 : Grady Tate With The Gary McFarland Orchestra - Slaves

### 1970:  LP 33
- Skye SK-12 : A Jazz Suite For Orchestra By Bob Freedman - Journeys of Odysseus
- Skye SK-13 : Ruth Brown - Black Is Brown And Brown Is Beautiful
- Skye SK-14 : Gary McFarland - Today
- Skye SK-15 : Lena Horne & Gábor Szabó - Lena & Gábor
- Skye SKI P-1 : Paean - An ACT/Inter-ACT Communication ("special product" enregistré pour IBM)
- Skye SK-17 : Grady Tate - After The Long Ride Home

### 1971:  LP 33 - Skye Productions On Buddah
- Buddah BDS-18-K : Lena Horne & Gábor Szabó - Watch What Happens
- Buddah BDS-19-K : Cal Tjader - Tjader-Ade (Compilation)
- Buddah BDS-20-K : Gábor Szabó - Blowin' Some Old Smoke
- Buddah BDS-21-K : Airto - Natural Feelings (voir Airto Moreira)

### 1972:  LP 33 - Skye Productions On Buddah
- Buddah BDS-5125 : Roger Shriver - Roger Shriver

### Le devenir des enregistrements Skye
Faisant suite au décès soudain de Gary McFarland en 1971, Norman Schwartz fait valoir les droits entiers du catalogue Skye Records. Schwartz, qui manage les trois principaux artistes de Skye (Gary McFarland, Cal Tjader and Gábor Szabó) durant les années 1960, n'a jamais été mis en cause et continuera à manager la mise en circulation de beaucoup d'enregistrements de cette période Skye.
En 1972, quelques titres Skye sont réédités par l'éphémère label Cobblestone de Joe Fields. Cobblestone a aussi sorti une compilation des enregistrements Skye de Gary McFarland à cette époque. Quelques titres sont réédités à la fin des années 1970 sur le Label Gryphon de  Schwartz avec un travail graphique au niveau des pochettes LP qui est plus dans la ligne graphique des autres enregistrements Gryphon de Phil Woods, Michel Legrand et d'autres.
Au début de l'ère du CD, fin des années 1980, Schwartz contracte un arrangement avec le label américain, DCC Jazz, pour rééditer plusieurs titres de LP en CD. Schwartz, même, éditera un enregistrement inédit et ancien d'une "Cal Tjader Session" et une compilation curieuse de Gábor Szabó. Peu de titres d'albums font référence aux titres de base du catalogue Skye et le nom de Norman Schwartz a rendu cette constatation plus prédominante : les intérêts des artistes n'ont peut-être pas même été préservés au mieux des intérêts de chacun…
Quand Schwartz meurt en 1995, le contrôle du catalogue Skye revient à ses ayants droit : sa veuve Suzanne Crosby. S'il est clair que Madame Schwartz probablement possède beaucoup des masters d'enregistrements Skye, en revanche, à ce jour, les droits artistiques ne sont pas clairs : on ne sait qui détient réellement les droits de propriété intellectuelle et de reproduction des enregistrements de ce matériel sonore.
Dans le même temps, les CD ressortis chez DCC Jazz arrivent à épuisement et rupture de stock. Mais le label japonais Muzak fait alors un travail particulièrement soigné pour rééditer 8 enregistrements Skye en 2004, 4 en 2005 et 1 en 2006 qui seront suivis de deux belles compilations célébrant l'ère des labels Skye et Gryphon.
D'autres enregistrements CD Skye sont apparus sur un label japonais Air Mail Recordings, en 2004, l'iconoclaste label anglais El Records en 2004 et 2005. Absolute Distribution (Espagne) a diffusé un programme de réimpression en 2007 avec 2 LP / CD de Gábor Szabó sur Skye.
Les références des disques LP  et CD :
- Cobblestone CST-9019 : Gary McFarland - Requiem For Gary McFarland (1972)
- Buddah BDS-5623 : Grady Tate - By Special Request (1975)
- DCC Jazz DJZ-604 [CD] : The Cal Tjader Quintet Featuring Armando Peraza - Latin + Jazz = Cal Tjader (1990)
- DCC DJZ-605 [CD] : The Gábor Szabó Sextet - The Szabo Equation: Jazz/Mysticism/Exotica (1990)
- DCC Jazz DZS-148 [CD] : Various Artists - Cuban Nights (1998)
- DCC DJZ-702 [CD] : Various Artists - Latin Jazz For Lovers (1999)
- BOA 1010 [CD] : Cal Tjader - Mambo Sangria (2000 Compilation)
- Vampisoul (Sp) VAMPI 028 : Cal Tjader - Cal Tjader Plugs In (2003)
- Vampisoul (Sp) VAMPI 038 : Cal Tjader - Solar Heat/Cal Tjader's Sounds Out Burt Bacharach (2 Lp réunis) (2003)
- El (E) ACMEM37CD [CD] : Gabor Szabo - Bacchanal /1969 (2 Lp réunis) (2004)
- Muzak (Jap) MZCS-1052 [CD] : Artistes Skye et Gryphon Compilés (Various artistes) - Skye & Gryphon For Café Après-Midi (2004)
- Muzak (Jap) MZCS-1053 [CD] : Artistes Skye et Gryphon Compilés (Various artistes) - Skye & Gryphon For Après-Midi Grand Cru (2004)
- Fabulous (E) FABCD200 [CD] : Cal Tjader - Mambo Sangria (2005 Compilation Réédition)
- El (E) ACMEM41CD [CD] : Gary McFarland - America The Beautiful / Does The Sun Really Shine On The Moon (2 Lp réunis) (2005)
- El (E) ACMEM42CD [CD] : Lena Horne & Gábor Szabó - Lena Horne & Gábor Szabó (2005)
- El (E) ACMEM45CD [CD] : Cal Tjader - Fried Bananas (2005 réédition)

## Début de Carrière Musicale
Gali Atari apparait sur l'album de Roger Shriver de 1972. Il semble que ce soit ses débuts de carrière de chanteuse. (Voir)